# بيكو (لاتسيو)
بيكو هي بلدة وكومونا في مقاطعة فروزينوني في منطقة لاتسيو بوسط إيطاليا. كما تحدها بلدات أخرى مثل سان جيوفاني إنكاريكو، كامبوديميلي، بونتيكورفو، باستينا ولينولا.
وهي جزء من كومونيتا مونتانا مونتي أوسوني. تشمل معالمها قلعة فارنيزي، التي تأسست في القرن الحادي عشر الميلادي.